# Basilika Notre-Dame-du-Cap

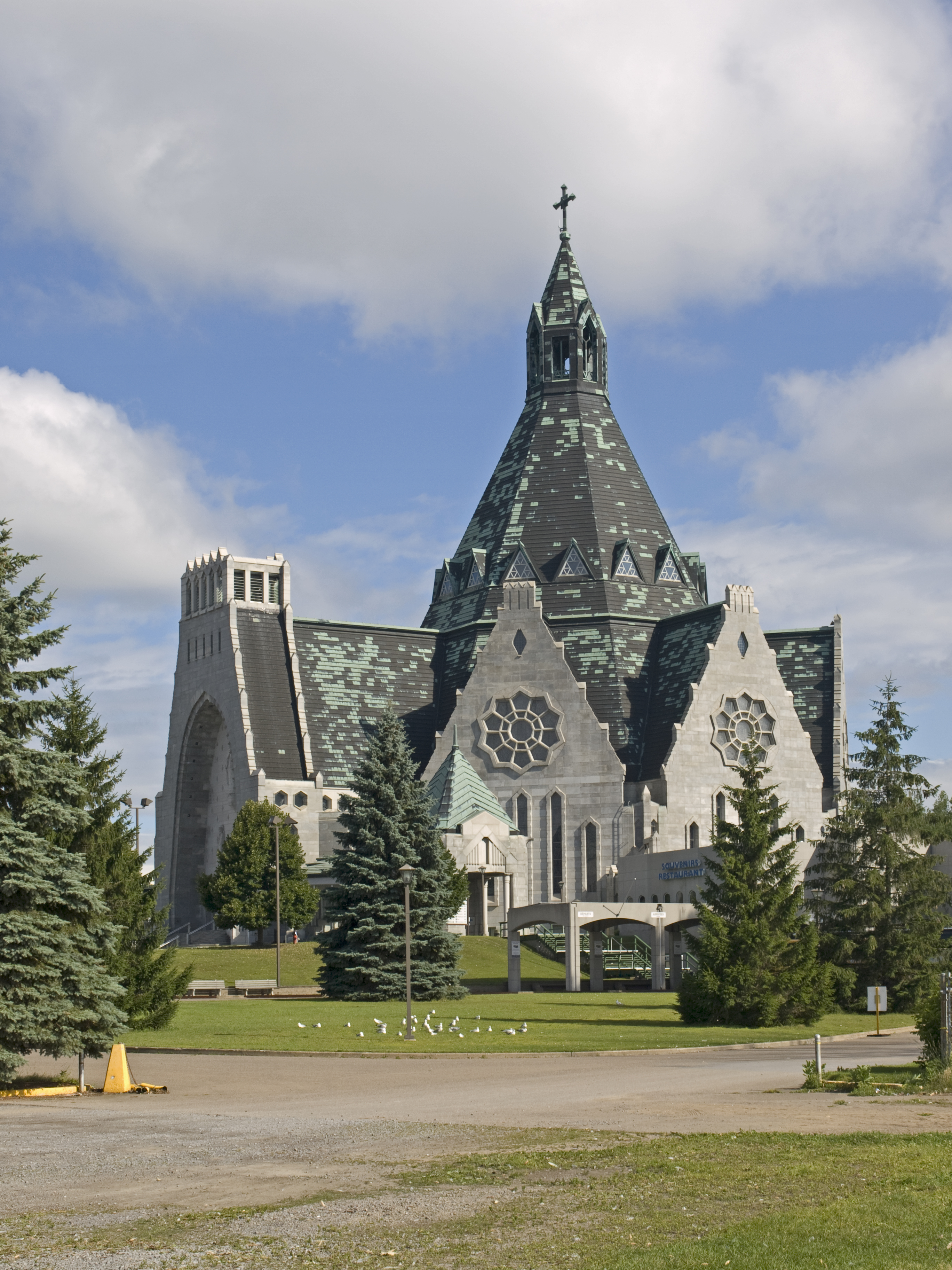
Fassade der Basilika Notre-Dame-du-Cap

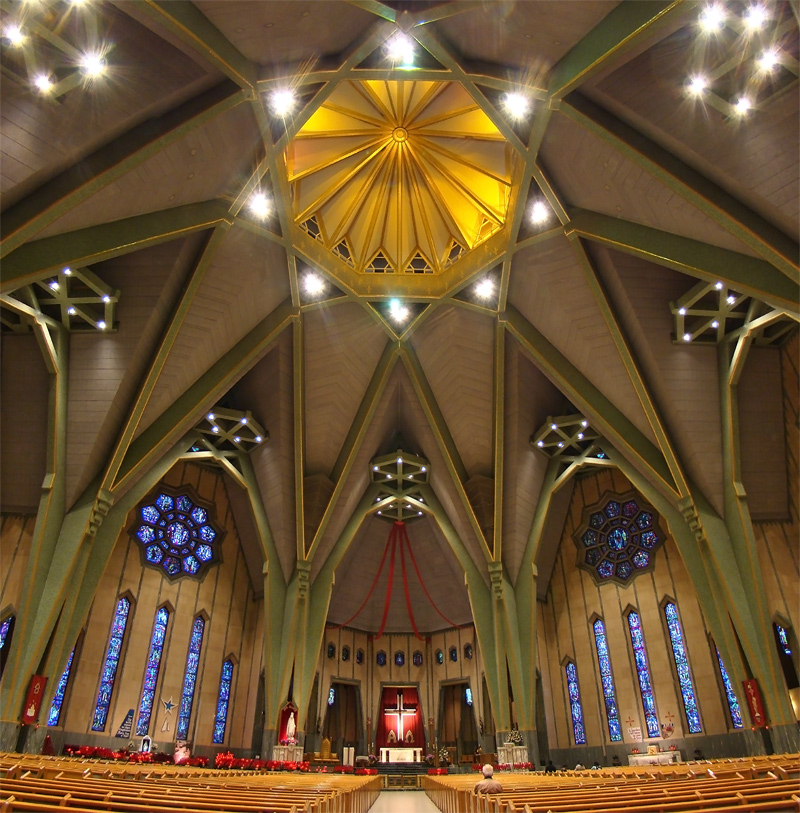
Innenraum der Basilika

Die Basilika Notre-Dame-du-Cap ist eine römisch-katholische Kirche in Trois-Rivières in Quebec, Kanada. Das Nationalheiligtum im Bistum Trois Rivières ist der Jungfrau Maria gewidmet und hat den Rang einer Basilica minor.

## Geschichte
Als erste Kirche im Bezirk Cap-de-la-Madeleine wurde 1694 am Ort eine kleine Holzkonstruktion erbaut. Diese wurde 1720 durch eine Feldsteinkirche ersetzt. Die von Hand gehauenen Balken der Holzkirche wurden für den Bau der neuen Steinkirche verwendet.
Nach langer Zeit ohne Pfarrer kam es in der zweiten Hälfte des 19. Jahrhunderts wieder zu einem stärkeren Gemeindeleben, was Bestrebungen für eine größere Kirche auslöste. Die Transportprobleme des Materials konnten 1879 über den vereisten Sankt-Lorenz-Strom mit einer schmalen, mehr als zwei Kilometer langen Eisbrücke gelöst werden, die eine Woche lang den Transport des Baumaterials auf Pferdeschlitten zuließ. Im Oktober 1880 wurde die Kirche fertiggestellt und Maria Magdalena geweiht. Die alte Steinkirche wurde Maria, Königin des Allerheiligsten Rosenkranzes geweiht und entwickelte sich ab 1883 zur Wallfahrtskirche. Die erste Wallfahrt zum Heiligtum fand am 7. Mai 1883 statt. Unter Pfarrer Janssone wurde ein Kreuzweg mit Bronzestatuen errichtet. 1902 übernahm der Orden der Oblaten der Unbefleckten Jungfrau Maria die Betreuung des Heiligtums. Ab 1906 installierten sie einen Weg des Rosenkranzes, dieser führt zu einer Reihe von Bronzestatuen, die in Frankreich gegossen wurden und jeweils eines der fünfzehn traditionellen Geheimnisse des Rosenkranzes darstellen.
Im Oktober 1904 genehmigte Papst Pius X. die kanonische Krönung Unserer Lieben Frau vom Kap.
Die 1888 eröffnete neue Kirche wurde 1963 abgerissen, um Platz für die heutige Basilika zu schaffen. Im Jahr 1964 wurde die Kirche geweiht und erhielt durch Papst Paul VI. den Rang einer Basilica minor. Die Oblaten betreuen weiterhin das Heiligtum, das Papst Johannes Paul II. im September 1984 besuchte. Pater Janssoone wurde am 25. September 1988 von Papst Johannes Paul II. seliggesprochen.

## Architektur
Die von dem Architekten Adrien Dufresne entworfene Basilika im normannisch-neugotischen Stil wurde 1964 eröffnet und bietet Platz für bis zu 1660 Personen. Stahlbetonbögen, 30 Meter tief gegründet, prägen den Innenraum des achteckigen Gebäudes mit einer Länge von 79 Metern und einer Breite von 60 Metern. Die pyramidenförmige Kuppel ragt säulenfrei 38 Meter hoch. Über ihr hat das Oberlicht des Daches einen Durchmesser von 14,5 Meter und trägt ein 4,5 Meter hohes Kreuz, dessen Spitze eine Höhe von 78,5 Meter über dem Boden erreicht. Der Glockenturm beherbergt fünf Glocken.

## Ausstattung
Der Altartisch besteht aus einem Calacatta-Marmorblock mit goldenen Adern. Es misst 3,35 Meter und wiegt drei Tonnen. Die Madonnenfigur wurde in Anlehnung an die Statue der alten Kirche neu in Carrara-Marmor geschaffen. Die Casavant-Orgel besitzt 75 Register mit 5425 Pfeifen. Die Glasfenster stammen vom niederländischen Oblaten Pater Jan Tillemans.